# آنری دو ژوونل
آنری دو ژوونل (فرانسوی: Henry de Jouvenel‎؛ ‎ ۵ آوریل ۱۸۷۶ – ۵ اکتبر ۱۹۳۵) یک سیاستمدار، روزنامه‌نگار، و دیپلمات اهل فرانسه بود. او از ۲۳ دسامبر ۱۹۲۵ تا ۲۳ ژوئن ۱۹۲۶ منصب کمیسر عالی فرانسه در سوریه و لبنان را عهده‌دار بود.

## زندگی
اولین ازواج دی ژوونل با سارا بوآس، دختر یک صنعت‌گر یهودی بود که در سال ۱۹۱۲ به طلاق انجامید. ژوونل از این ازدواج فرزندی به نام بِرتران دو جونل نصیبش شد. او چند سال پس از طلاق، با کولِت ازدواج کرد که حاصل این ازدواج دختری به نام کولت دو ژوونل بود. آن دو در ۱۹۲۴ طلاق گرفتند.